# Circobotys flaviciliata
Circobotys flaviciliata is een vlinder van de familie van de grasmotten (Crambidae). De wetenschappelijke naam van deze soort is voor het eerst voorgesteld als Crocidophora flaviciliata door George Francis Hampson in een publicatie uit 1910.
De soort komt voor in Congo-Kinshasa.